# Katsunori Kikuno
Katsunori Kikuno (Kagoshima, 30 de outubro de 1981) é um lutador japonês de MMA que atualmente compete na categoria Peso Pena do Ultimate Fighting Championship. Kikuno é ex-campeão peso leve do DEEP e do Torneio Peso Leve do DEEP 2009.

## Background
Kikuno iniciou nas artes marciais treinando judô no colegial. Após se formar, Kikuno começou a treinar karatê onde ficou entre os 16 melhores no All-Japan Tournament.

## Carreira no MMA

### Deep
Kikuno fez sua estreia profissional no MMA no torneio DEEP's Future King 2005 derrotando Hitoki Tsuti por interrupção médica e Masashi Takeda por nocaute.
No Torneio Peso Leve do DEEP em 2009, Kikuno sagrou-se campeão após derrotar Koichiro Matsumoto por nocaute.

### Dream
Kikuno assinou com o DREAM depois de sagrar-se campeão no DEEP e fez sua estreia contra André Dida no Dream 10 no dia 20 de julho de 2009. Kikuno derrotou Dida por nocaute técnico.

### Ultimate Fighting Championship
Kikuno enfrentou Quinn Mulhern em janeiro de 2014 no UFC Fight Night: Saffiedine vs. Lim. Kikuno venceu por decisão unânime.
Em sua segunda luta na promoção, Kikuno enfrentou Tony Ferguson no UFC 173. Ele perdeu a luta por nocaute no primeiro round.
Kikuno enfrentou Sam Sicilia em 20 de Setembro de 2014 no UFC Fight Night: Hunt vs. Nelson. Ele venceu a luta por finalização no segundo round.
Kikuno enfrentou Edmilson Souza em 21 de Março de 2015 no UFC Fight Night: Maia vs. LaFlare e foi derrotado por nocaute ainda no primeiro round.
Kikuno enfrentou o vencedor do TUF 14, Diego Brandão em 27 de Setembro de 2015 no UFC Fight Night: Barnett vs. Nelson. Ele foi derrotado por nocaute técnico com menos de um minuto de luta.

## Títulos e realizações
- DEEP
  - Campeão Peso Leve do DEEP (Uma vez)

## Cartel no MMA
| Cartel no MMA   |             |            |
| 33 lutas        | 23 vitórias | 8 derrotas |
| Por nocaute     | 12          | 3          |
| Por finalização | 3           | 1          |
| Por decisão     | 8           | 4          |
| Empates         | 2           | 2          |

| Res.    | Cartel | Oponente            | Método                           | Evento                                        | Data                    | Round | Tempo | Local             | Notas                                         |
| ------- | ------ | ------------------- | -------------------------------- | --------------------------------------------- | ----------------------- | ----- | ----- | ----------------- | --------------------------------------------- |
| Derrota | 23-8-2 | Diego Brandão       | TKO (socos)                      | UFC Fight Night: Barnett vs. Nelson           | 27 de setembro de 2015  | 1     | 0:28  | Saitama           |                                               |
| Derrota | 23-7-2 | Edmilson Souza      | Nocaute (soco)                   | UFC Fight Night: Maia vs. LaFlare             | 21 de março de 2015     | 1     | 1:31  | Rio de Janeiro    |                                               |
| Vitória | 23–6–2 | Sam Sicilia         | Finalização (mata leão)          | UFC Fight Night: Hunt vs. Nelson              | 20 de setembro de 2014  | 2     | 1:38  | Saitama           | Estreia nos Penas.                            |
| Derrota | 22–6–2 | Tony Ferguson       | Nocaute (soco)                   | UFC 173                                       | 24 de maio de 2014      | 1     | 4:06  | Las Vegas, Nevada |                                               |
| Vitória | 22–5–2 | Quinn Mulhern       | Decisão (unânime)                | UFC Fight Night: Saffiedine vs. Lim           | 4 de janeiro de 2014    | 3     | 5:00  | Marina Bay        |                                               |
| Vitória | 21–5–2 | Yong Jae Lee        | Finalização (mata leão)          | DEEP: 63 Impact                               | 25 de agosto de 2013    | 1     | 4:12  | Tóquio            |                                               |
| Vitória | 20–5–2 | Jutaro Nakao        | Nocaute (soco)                   | DEEP: Cage Impact 2013                        | 15 de junho de 2013     | 1     | 1:07  | Tóquio            |                                               |
| Vitória | 19–5–2 | Takafumi Ito        | Nocaute (palm strike)            | U-Spirits Again                               | 9 de março de 2013      | 1     | 0:29  | Tóquio            |                                               |
| Vitória | 18–5–2 | Luiz Andrade I      | Nocaute (socos)                  | DEEP: Cage Impact 2012 in Tokyo: Semifinals   | 8 de dezembro de 2012   | 1     | 0:08  | Tóquio            |                                               |
| Vitória | 17–5–2 | Yasuaki Kishimoto   | Decisão (unânime)                | DEEP: 60 Impact                               | 19 de outubro de 2012   | 3     | 5:00  | Tóquio            |                                               |
| Derrota | 16–5–2 | Satoru Kitaoka      | Decisão (unânime)                | DEEP: 58 Impact                               | 15 de junho de 2012     | 3     | 5:00  | Tóquio            |                                               |
| Vitória | 16–4–2 | Kwang Hee Lee       | TKO (socos)                      | DEEP: Cage Impact 2011 in Tokyo Opening Round | 29 de outubro de 2011   | 1     | 4:59  | Tóquio            |                                               |
| Derrota | 15–4–2 | Mizuto Hirota       | Decisão (unânime)                | DEEP: 55 Impact                               | 26 de agosto de 2011    | 3     | 5:00  | Tóquio            | Perdeu o Cinturão Peso Leve do DEEP           |
| Vitória | 15–3–2 | Daisuke Nakamura    | Decisão (unânime)                | Dream: Fight for Japan!                       | 29 de maio de 2011      | 3     | 5:00  | Tóquio            |                                               |
| Vitória | 14–3–2 | Nobuhiro Obiya      | Decisão (dividida)               | Deep: 50th Impact                             | 24 de outubro de 2010   | 3     | 5:00  | Tóquio            | Defendeu o Cinturão Peso Leve do DEEP         |
| Derrota | 13–3–2 | Gesias Cavalcante   | Decisão (dividida)               | Dream 15                                      | 10 de julho de 2010     | 2     | 5:00  | Saitama           |                                               |
| Vitória | 13–2–2 | Kuniyoshi Hironaka  | Nocaute (soco)                   | Dream 13                                      | 22 de março de 2010     | 1     | 1:26  | Yokohama          |                                               |
| Derrota | 12–2–2 | Eddie Alvarez       | Finalização (triângulo de braço) | Dream 12                                      | 26 de outubro de 2009   | 2     | 3:42  | Osaka             |                                               |
| Vitória | 12–1–2 | André Amade         | TKO (socos)                      | Dream 10                                      | 20 de julho de 2009     | 1     | 3:47  | Saitama           |                                               |
| Vitória | 11–1–2 | Koichiro Matsumoto  | Nocaute (soco)                   | DEEP: 41st Impact                             | 16 de abril de 2009     | 1     | 4:32  | Tóquio            | Campeão do Torneio Peso Leve do DEEP.         |
| Vitória | 10–1–2 | Jung Bu-Kyung       | TKO (chutes)                     | Deep: 40th Impact                             | 20 de fevereiro de 2009 | 1     | 4:15  | Tóquio            | Semi-final do Torneio Peso Leve do DEEP.      |
| Vitória | 9–1–2  | Jang Yong Kim       | Decisão (unânime)                | DEEP: 39th Impact                             | 10 de dezembro de 2008  | 2     | 5:00  | Tóquio            | Rodada inicial do Torneio Peso Leve do DEEP   |
| Vitória | 8–1–2  | Yoshihiro Tomioka   | TKO (socos)                      | DEEP: 37th Impact                             | 17 de agosto de 2008    | 2     | 2:34  | Tóquio            |                                               |
| Vitória | 7–1–2  | Seigo Inoue         | Decisão (unânime)                | DEEP: 35th Impact                             | 19 de maio de 2008      | 2     | 5:00  | Tóquio            |                                               |
| Vitória | 6–1–2  | Takuhiro Kamikozono | Decisão (majoritária)            | DEEP: 29th Impact                             | 13 de abril de 2007     | 2     | 5:00  | Tóquio            |                                               |
| Vitória | 5–1–2  | Hiroki Nagaoka      | Decisão (majoritária)            | DEEP: 27th Impact                             | 20 de dezembro de 2006  | 2     | 5:00  | Tóquio            |                                               |
| Vitória | 4–1–2  | Hiroshi Kobayashi   | Finalização (mata leão)          | DEEP: 26th Impact                             | 10 de outubro de 2006   | 1     | 3:26  | Tóquio            |                                               |
| Empate  | 3–1–2  | Luiz Andrade I      | Empate                           | DEEP: clubDEEP Tokyo                          | 8 de julho de 2006      | 2     | 5:00  | Tóquio            |                                               |
| Vitória | 3–1–1  | Ichiro Kojima       | TKO (socos)                      | ZST: Swat! 5                                  | 4 de junho de 2006      | 1     | 1:18  | Tóquio            |                                               |
| Derrota | 2–1–1  | Yukinari Tamura     | Decisão (unânime)                | DEEP: 23rd Impact                             | 5 de fevereiro de 2006  | 2     | 5:00  | Tóquio            |                                               |
| Vitória | 2–0–1  | Masashi Takeda      | Nocaute (soco)                   | DEEP: Future King Tournament 2005             | 25 de dezembro de 2005  | 1     | 2:30  | Tóquio            | Campeão Peso Leve do Torneio DEEP Future King |
| Vitória | 1–0–1  | Hitoki Tsuti        | TKO (inter. médica)              | DEEP: Future King Tournament 2005             | 25 de dezembro de 2005  | 1     | 5:00  | Tóquio            |                                               |
| Empate  | 0–0–1  | Junpei Chikano      | Empate                           | ZST 8                                         | 23 de novembro de 2005  | 1     | 5:00  | Tóquio            |                                               |